# Nu1 Arae
Désignations
Nu1 Arae ou V539 Arae est une étoile triple de la constellation de l'Autel. Basée sur un décalage annuel de la parallaxe de 3,30 ± 0,47, ce système se trouve à une distance d'environ 1 000 années-lumière (310 parsecs) de la Terre.

## Caractéristiques
Les membres principaux du système, Nu1 Arae Aa et Ab, sont constitués d'une paire d'étoiles bleu-blanc de la séquence principale en orbite rapprochée avec une période de 3,169 jours et une excentricité de 0,06. Leurs types spectraux sont de B2 V et B3 V, et elles ont une magnitude apparente combinée de 5,65. Parce que le plan orbital se trouve à proximité de la ligne de visée de la Terre, cette paire forme une binaire à éclipses détachée de type Algol. L'éclipse primaire provoque une diminution de 0,52 en magnitude, tandis que l'éclipse secondaire diminue la magnitude de 0,43. La composante la plus faible des deux est également une étoile de type B à pulsation lente (SPB), qui connaît des pulsations avec des périodes de 1,36, 1,78, et 1,08 jours.
À une séparation angulaire de 12,34 secondes d'arc, se trouve le composant tertiaire du système, Nu1 Arae B. C'est une étoile blanche de la séquence principale de magnitude 9,40 avec un type spectral de A1 V.

## Nomenclature
Deux désignations de Bayer différentes ont pu être utilisées pour désigner le système : Nu1 Arae et Upsilon1 Arae. La première est utilisée plus fréquemment que la deuxième. En 2024, la base de données SIMBAD ne recense aucune de ces deux désignations et désigne le système par sa désignation d'étoile variable : V359 Arae.